# Gabriel-Christophe Guérin
Pour les articles homonymes, voir Guérin.
Ne doit pas être confondu avec Gabriel Guérin.
 (août 2019).
Si vous disposez d'ouvrages ou d'articles de référence ou si vous connaissez des sites web de qualité traitant du thème abordé ici, merci de compléter l'article en donnant les références utiles à sa vérifiabilité et en les liant à la section « Notes et références ».
Gabriel-Christophe Guérin, né le 9 novembre 1790 à Kehl et mort le 20 septembre 1846 à Hornbach (Bavière rhénane), est un peintre français d'histoire et de portraits. 

## Biographie
Gabriel-Christophe Guérin naît le 9 novembre 1790 à Kehl.
Issu d'une grande famille d'artistes, Gabriel-Christophe Guérin est le petit-fils de Jean Guérin et le fils de Christophe Guérin, tous deux graveurs, et le neveu du miniaturiste Jean Urbain Guérin. Il est le frère de Jean-Baptiste Guérin, né en 1798, également peintre.
Il entre à l'école des Beaux-Arts le 14 juillet 1810.
Il est l'élève de Jean-Baptiste Regnault et le maître d'Hippolyte Pradelles.
À Strasbourg, il a formé au dessin entre autres Frédéric Lix, Gustave Jundt et Alfred Touchemolin, et ce, juste avant sa mort.
Il meurt le 20 septembre 1846 à Hornbach.
Gabriel-Christophe Guérin est inhumé au cimetière Sainte-Hélène de Strasbourg auprès de son grand-père (Jean), de son père (Christophe) et de sa petite-fille (Valérie (d)). Leur monument funéraire en grès rose, financé par souscription, est l'œuvre d'André Friederich.

## Œuvres

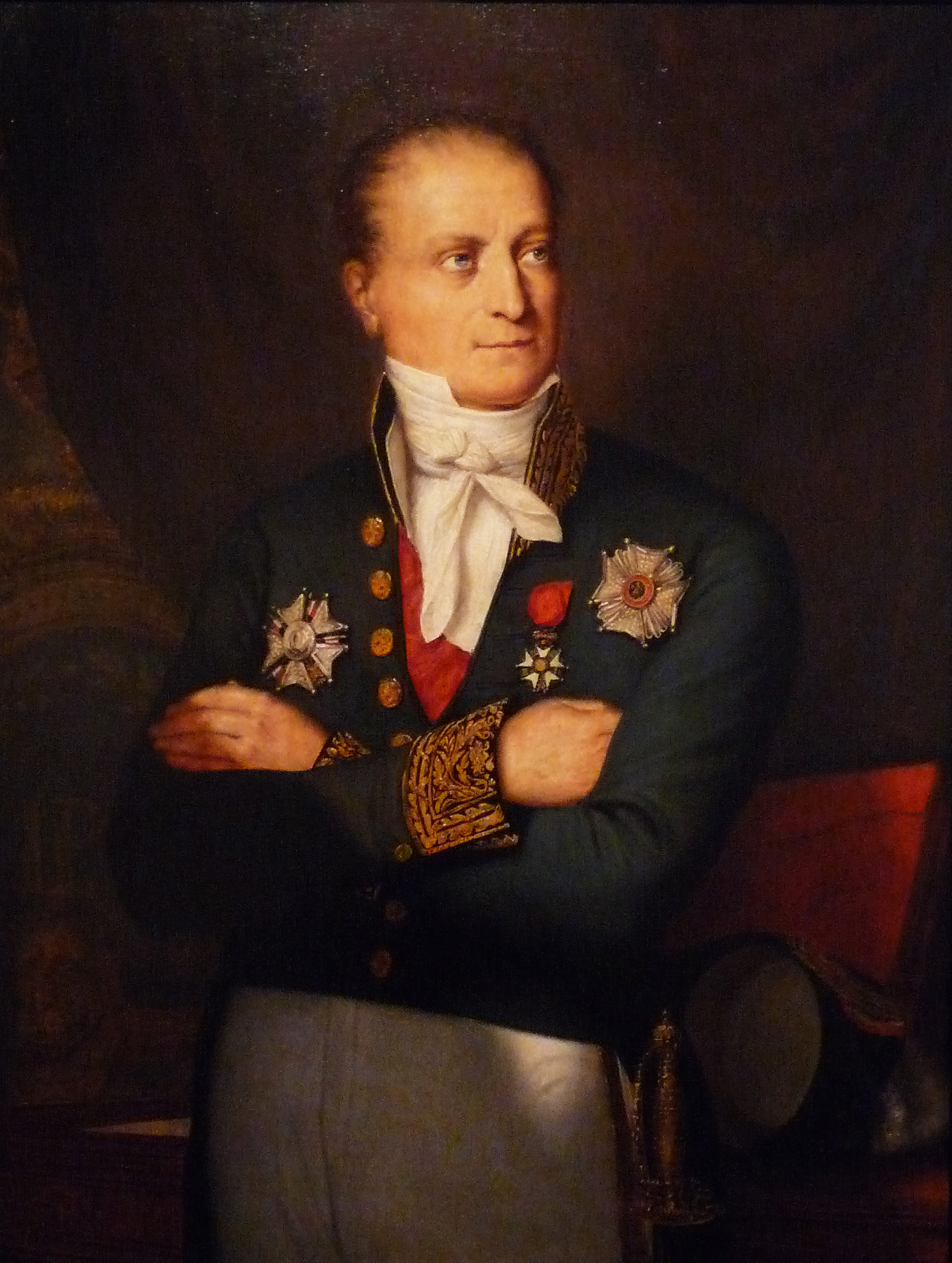
Portrait de Jean-Georges Humann, musée historique de Strasbourg.
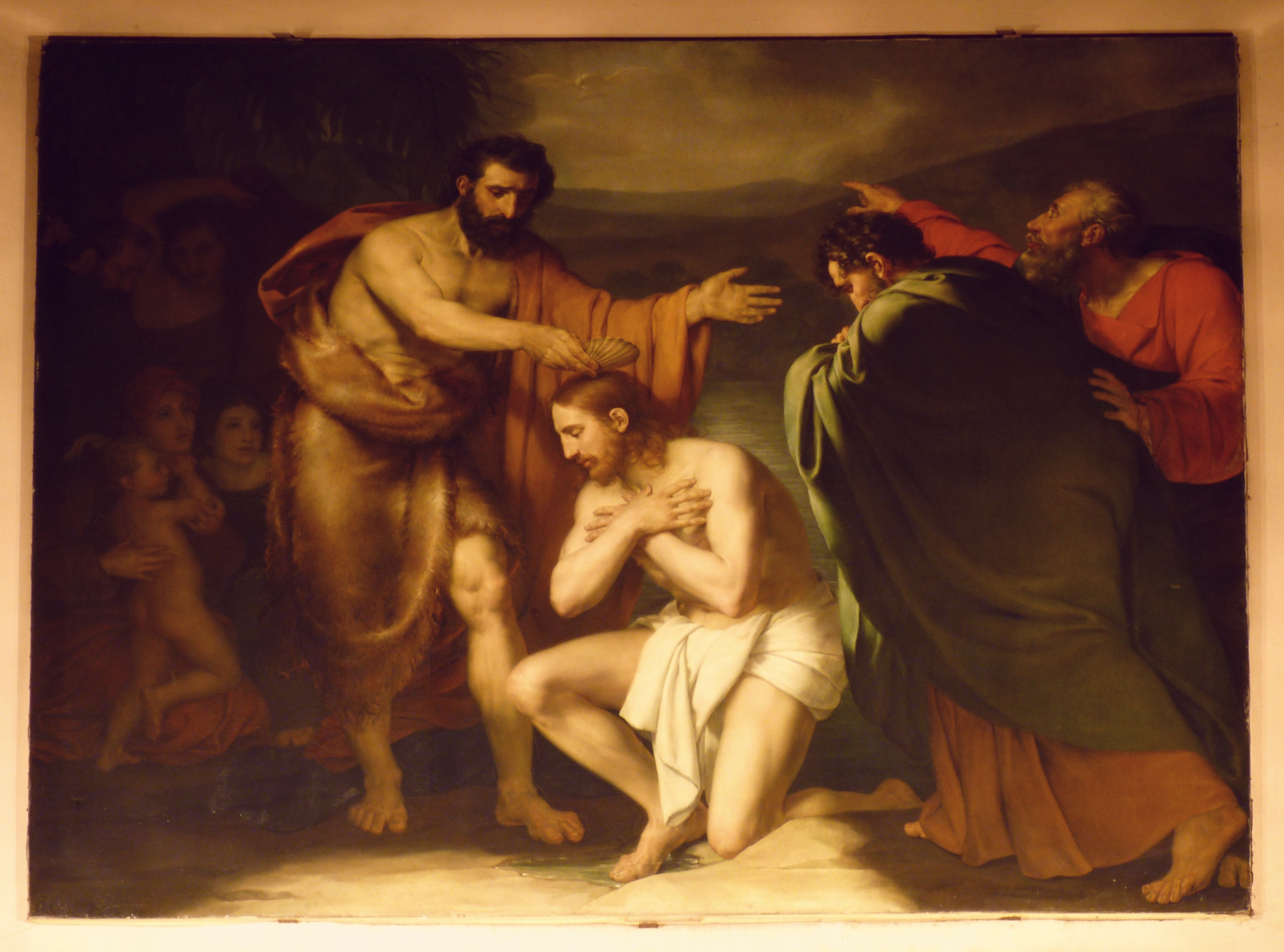
Le Baptême du Christ (1819), église Saint-Denys-du-Saint-Sacrement, Paris.

## Postérité
Une rue du quartier de l'Esplanade à Strasbourg porte son nom.